# Dipinacia athetica
Dipinacia athetica är en fjärilsart som beskrevs av Paul Dognin 1916. Dipinacia athetica ingår i släktet Dipinacia och familjen nattflyn. Inga underarter finns listade i Catalogue of Life.